# 長良川鉄道ナガラ3形気動車
長良川鉄道ナガラ3形気動車（ながらがわてつどうナガラ3がたきどうしゃ）は、開業時から使用されているナガラ1形を置き換えるため、1998年（平成10年）から2001年（平成13年）にかけて7両が製造された長良川鉄道の気動車である。
登場時の資料ではナガラ3形と表記されていたが、ナガラ300形と表記されることもある。

## 概要
1986年（昭和61年）12月に国鉄越美南線を第三セクター鉄道に転換して開業した長良川鉄道では、配置13両、使用12両の体制で運用を続けてきたが、開業時に導入したナガラ1形が12年を経過して老朽化が進行したことから、更新のため1998年（平成10年）から2001年（平成13年）にかけて両運転台、前面貫通式、トイレなし、16 m車体のナガラ3形7両が製造された。1両を除いて車内はセミクロスシートとなった。経営難のため7両で製造は終了し、2007年（平成19年）以降の新造はナガラ500形に移行した。2016年（平成28年）には2両が観光列車「ながら」用に改造されている。

## 構造

### 車体

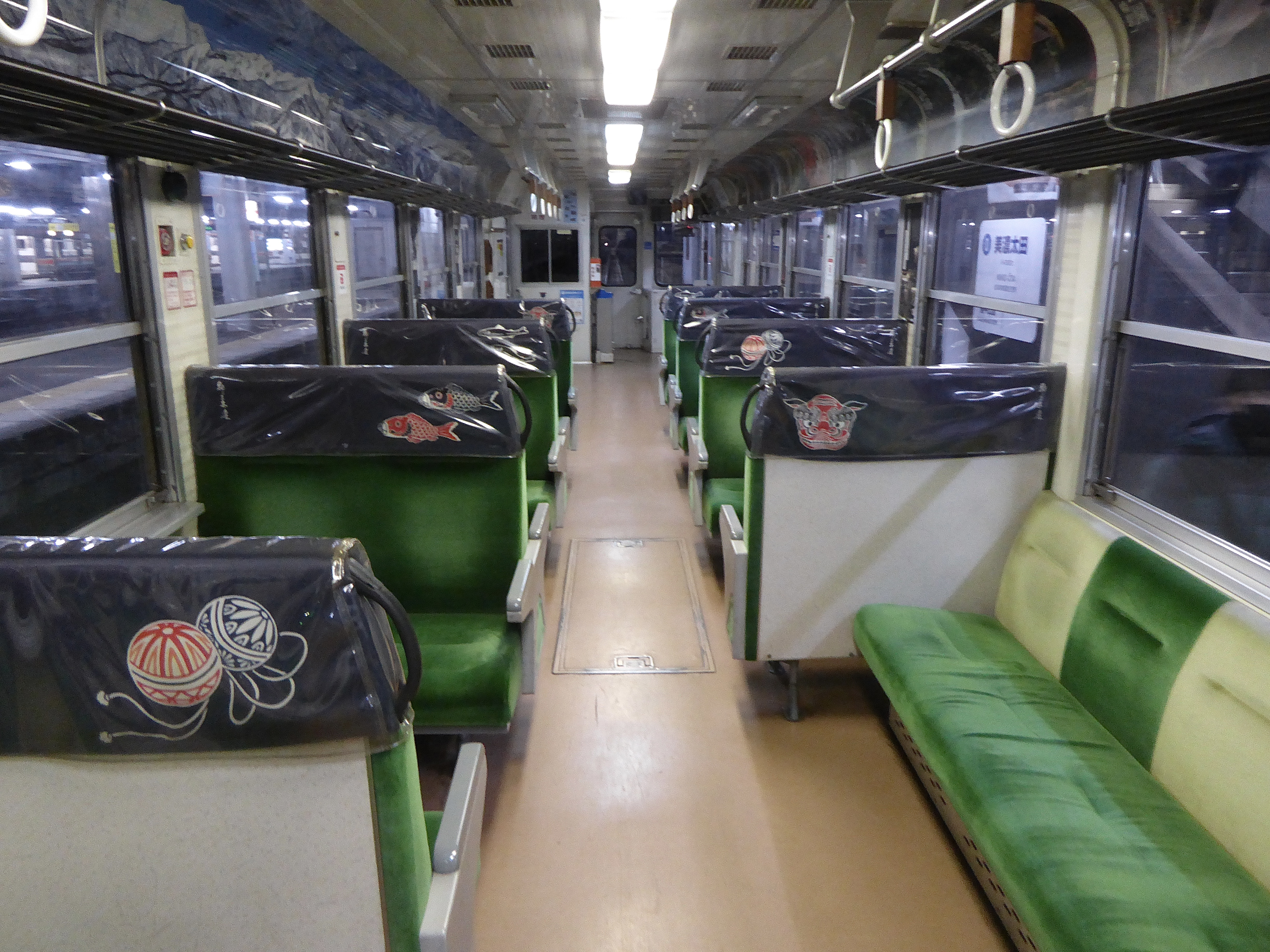
クロスシート車の車内

明知鉄道アケチ10形にはじまる、第三セクター鉄道等協議会が制定した標準型車両だが、車体長はアケチ10形より1 m長い16,000 mmとなった。乗務員室は左隅で、乗務員室がある部分のみ乗務員扉が設けられた。客用扉の900 mm幅引き戸が片側2か所、両車端に設けられた。扉間に上段固定、下段上昇の1,200 mm幅の窓5組と、運転席がない側の扉側に670 mm幅の窓が設置されたが、戸袋部には窓がない。車体外部はエンジ色で、扉部のみ緑色となった。
車内は1両を除きセミクロスシートでトイレは設置されなかった。4人掛けボックスシートが通路を挟んで左右に各3組が設けられたが、右と左では1ボックスずれて配置されているほか、全体が1ボックス分美濃太田寄りになっており、北濃寄りのロングシート部が長くなっている。扉脇に2箇所車椅子スペースも設置された。ナガラ306の座席はイベント対応のためロングシートとなった。

### 走行装置

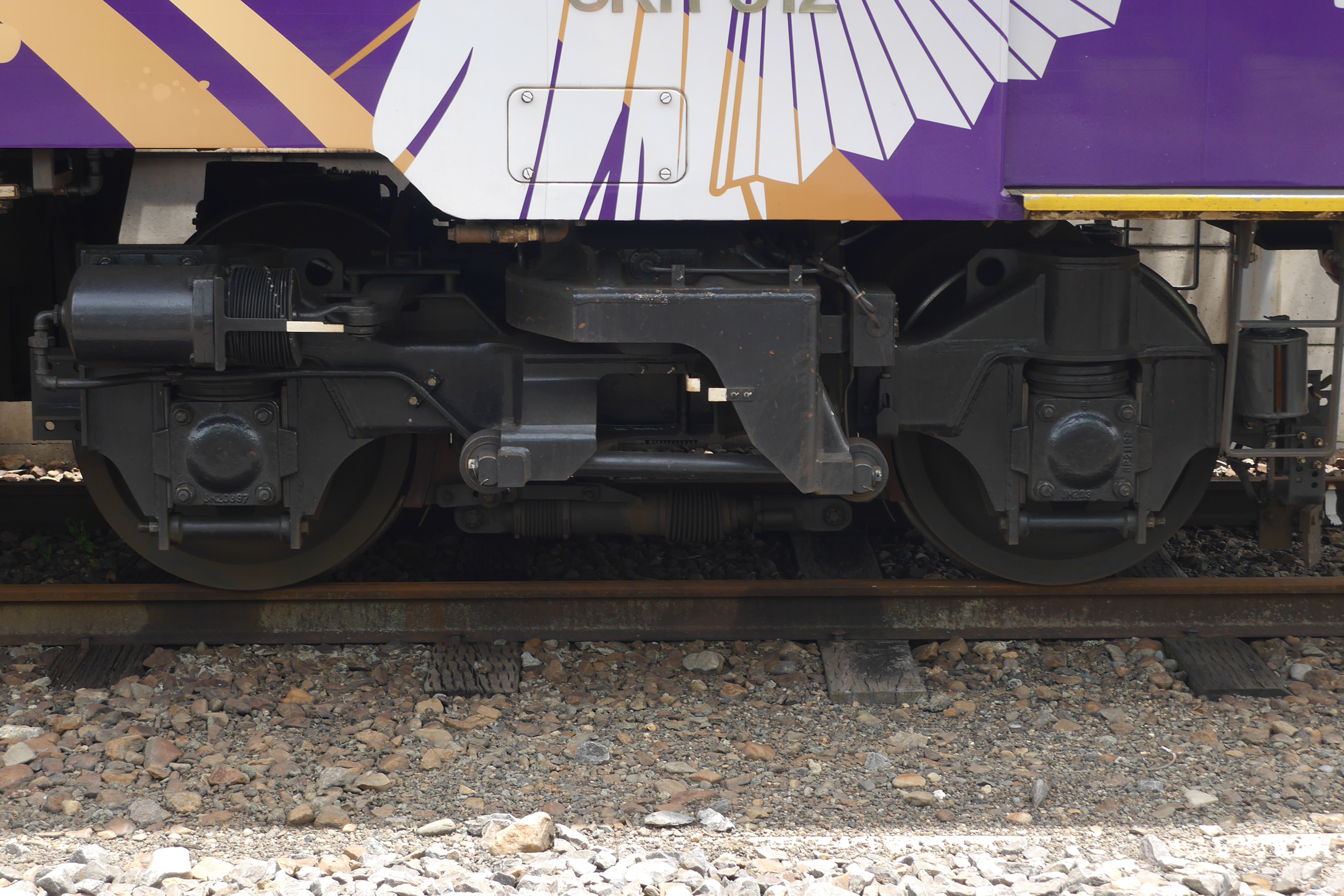
FU34系台車
写真は信楽高原鐵道SKR310形のFU34KD

エンジンは、電子ガバナの日産ディーゼル製PF6HT03ディーゼルエンジン（定格出力217 kW / 2,100 rpm）を1基搭載、動力は変速2速、直結1速の新潟コンバーター製TACN-22-1604液体変速機を介して台車に伝達される。変速1速から2速へは約40 km/hで自動変速される。抑速用として機関ブレーキ、排気ブレーキを備える。前位側台車は2軸駆動の動台車FU34KD、後位側は付随台車FU34KTで、いずれも枕ばねが上枕式の空気ばね、軸箱支持は軸ばね式である。制動装置はSME三管式直通ブレーキが採用された。

### 空調装置
暖房装置はエンジン排熱を利用した温風式である。冷房装置は能力27.9 kW（24,000 kcal/h）のBU50が1基搭載された。

## 観光列車への改造

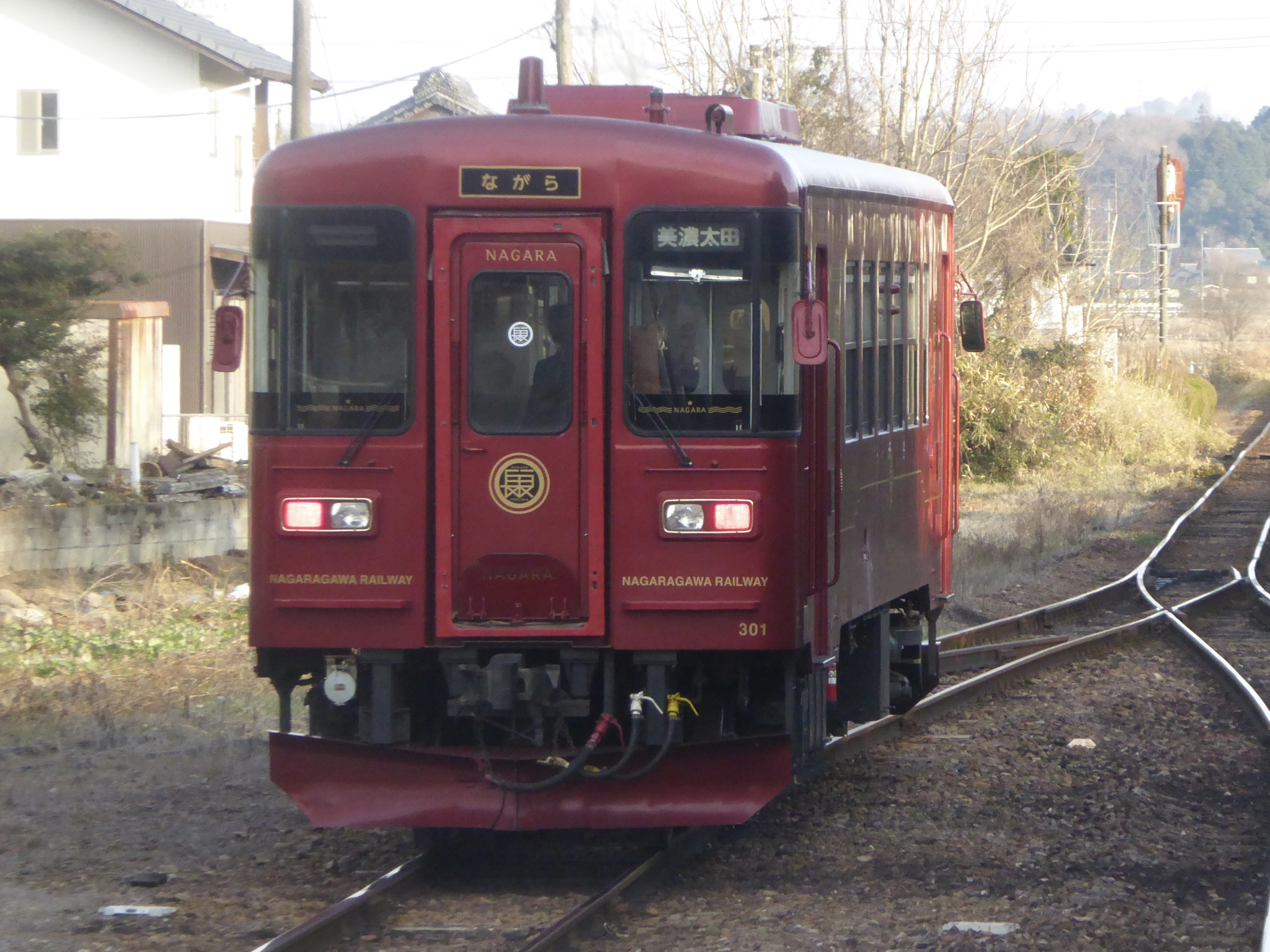
1号車「森号」

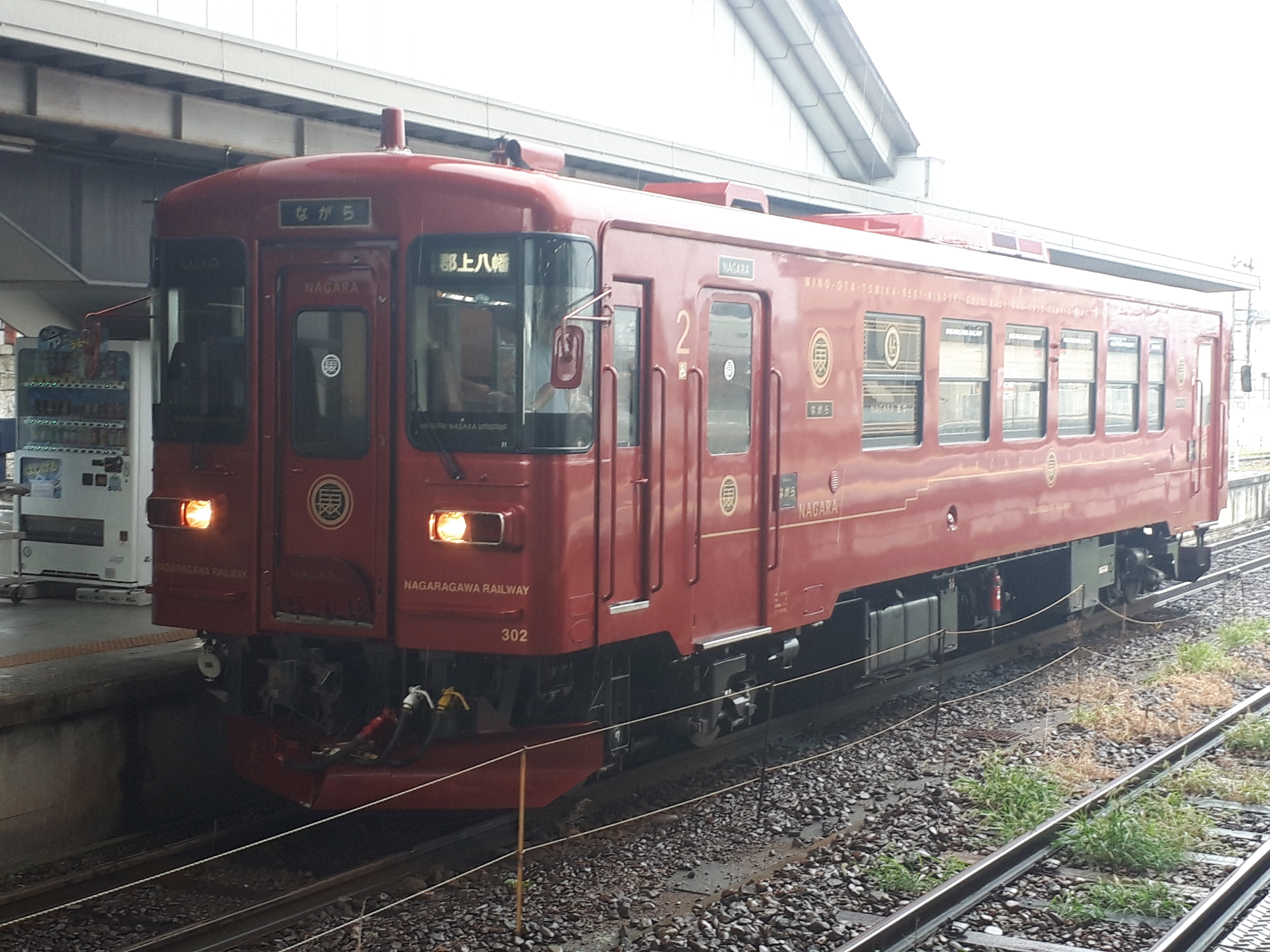
2号車「鮎号」

1992年（平成4年）のピーク時には長良川鉄道の年間輸送人員は1,800万人余に達していたが、その後沿線人口の減少や平行道路の高規格化などによって利用客が減少、2015年（平成27年）には800万人を割る状態となった。沿線利用客の増加が見込めない状況の中、地域外から観光客を呼び込むため、ナガラ3形2両を改造した観光列車を導入することなった。水戸岡鋭治のデザインにより、ナガラ301・302が観光列車「ながら」に改装された。車体色がロイヤルレッドに変更され、ゴールドのロゴマークが入れられた。
ナガラ301は乗車整理券のみで乗車できる「森号」となり、4人掛テーブル席6組のほか、6人掛、4人掛のソファー席、4人用カウンター席、土産物を販売するカウンターが設けられた。ナガラ302は食事を提供する「鮎号」となり、2人掛テーブル席5組、4人掛テーブル席2組、3人掛テーブル席、4人用カウンター席各1箇所、食事提供用のミニキッチンが設けられた。それぞれの区画はガラスパーティションなどで区切られている。2両とも、窓枠には岐阜県産の檜が使用された。「森号」（ナガラ301）の定員は82人（座席38人）、「鮎号」（ナガラ302）の定員は立席なしの27人に、車両質量は2両とも27.5 tとなった。2016年（平成28年）4月27日から営業運転を開始、土日祝日を中心に1日1往復運転され、「鮎号」は美濃太田駅 - 郡上八幡駅間の運転、「森号」は美濃太田駅 - 北濃駅間の運転となっている。
「鮎号」はトイレ設置の改造のため2023年（令和5年）12月より運休、2024年（令和6年）3月15日から運行再開。トイレ設置に席の一部が撤去された。

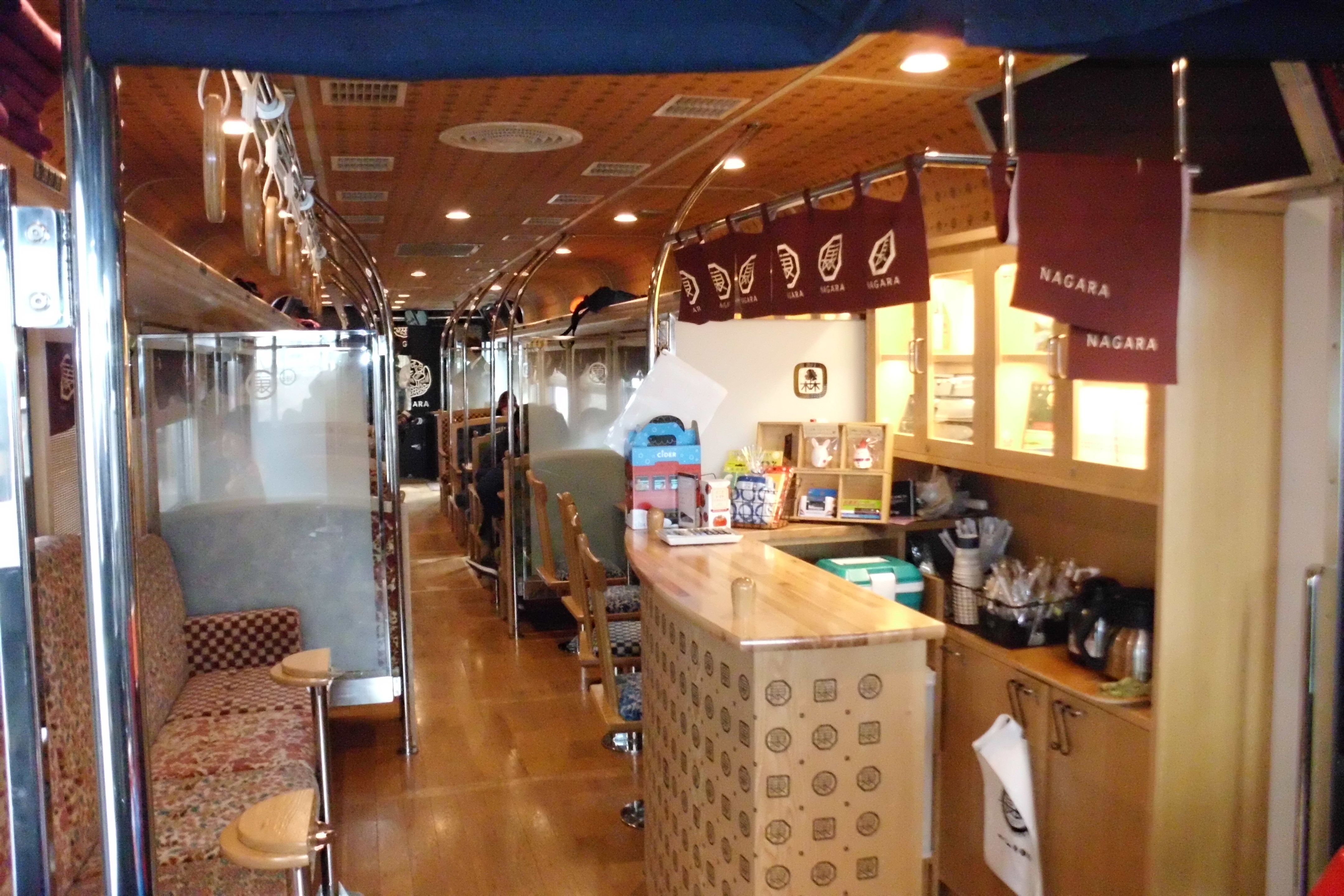
「森号」の車内

## 車歴
| 形式    | 車両番号 | 製造年月   | 座席配置   | 観光列車改造 | 廃車      |
| ------- | -------- | ---------- | ---------- | ------------ | --------- |
| ナガラ3 | 301      | 1998年10月 | セミクロス | 2016年4月    | -         |
| ナガラ3 | 302      | 1998年10月 | セミクロス | 2016年4月    | -         |
| ナガラ3 | 303      | 1999年8月  | セミクロス | -            | 2024年2月 |
| ナガラ3 | 304      | 1999年8月  | セミクロス | -            | -         |
| ナガラ3 | 305      | 2000年7月  | セミクロス | -            | 2025年5月 |
| ナガラ3 | 306      | 2000年7月  | ロング     | -            | -         |
| ナガラ3 | 307      | 2001年9月  | セミクロス | -            | -         |

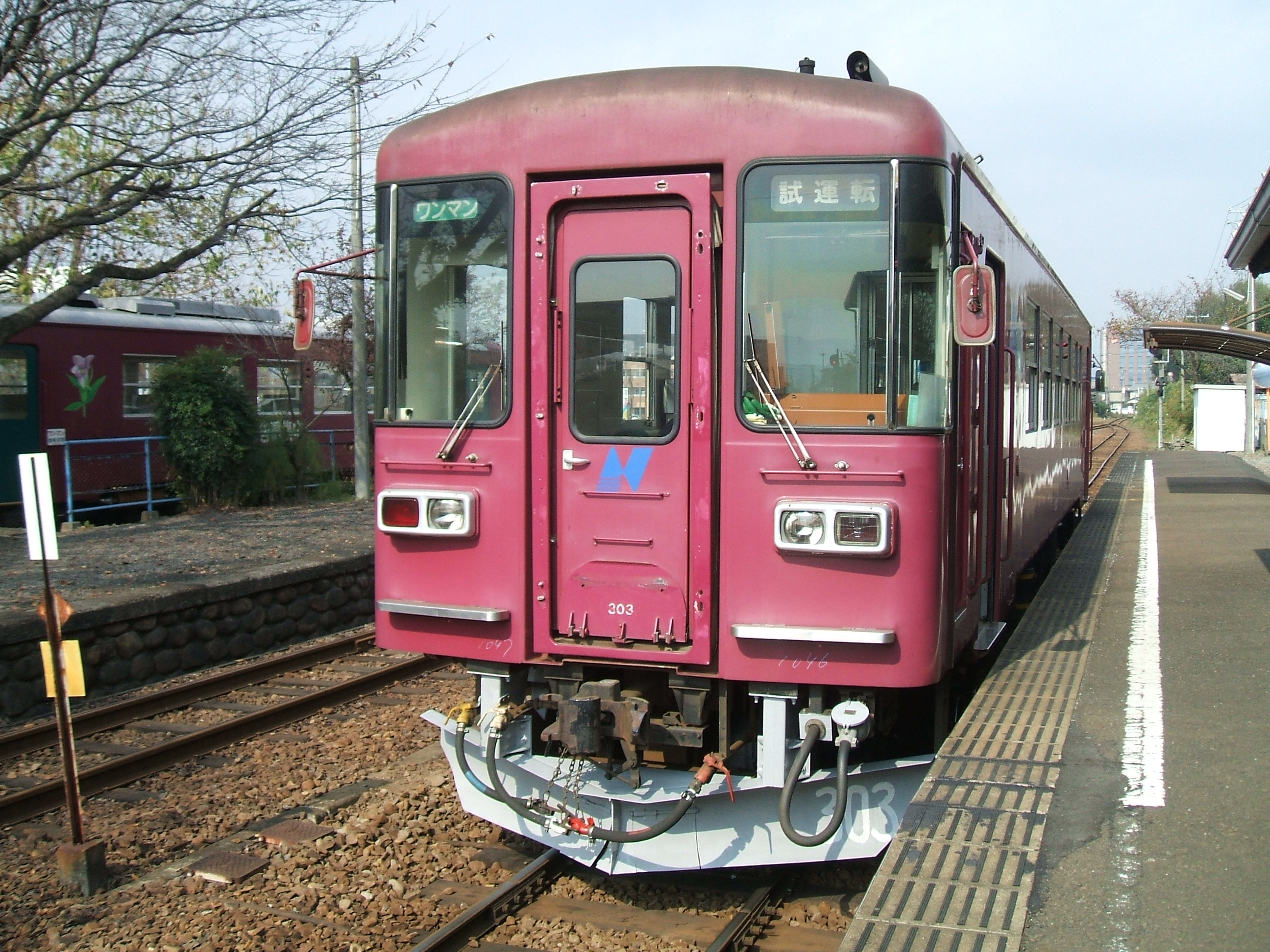
前面ステップがある303号車 2009年11月1日（関駅）
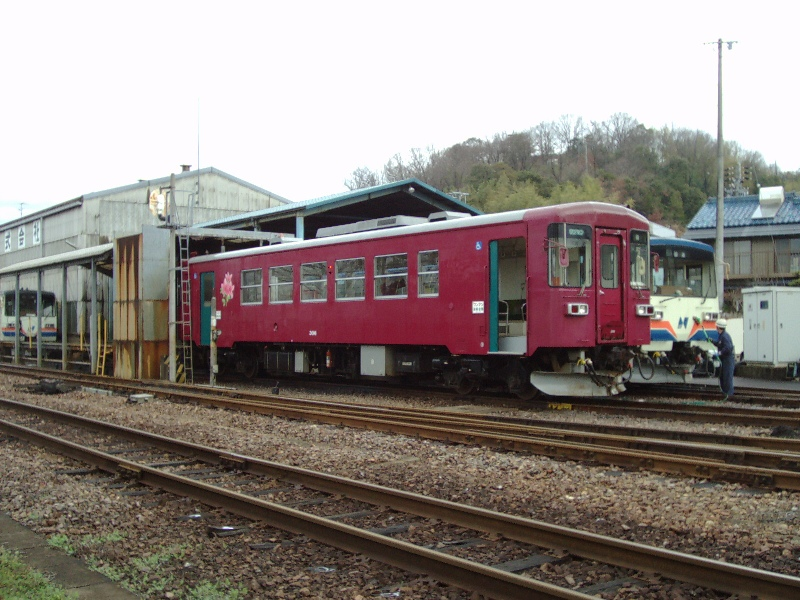
関駅に隣接する車両基地に停車するナガラ304
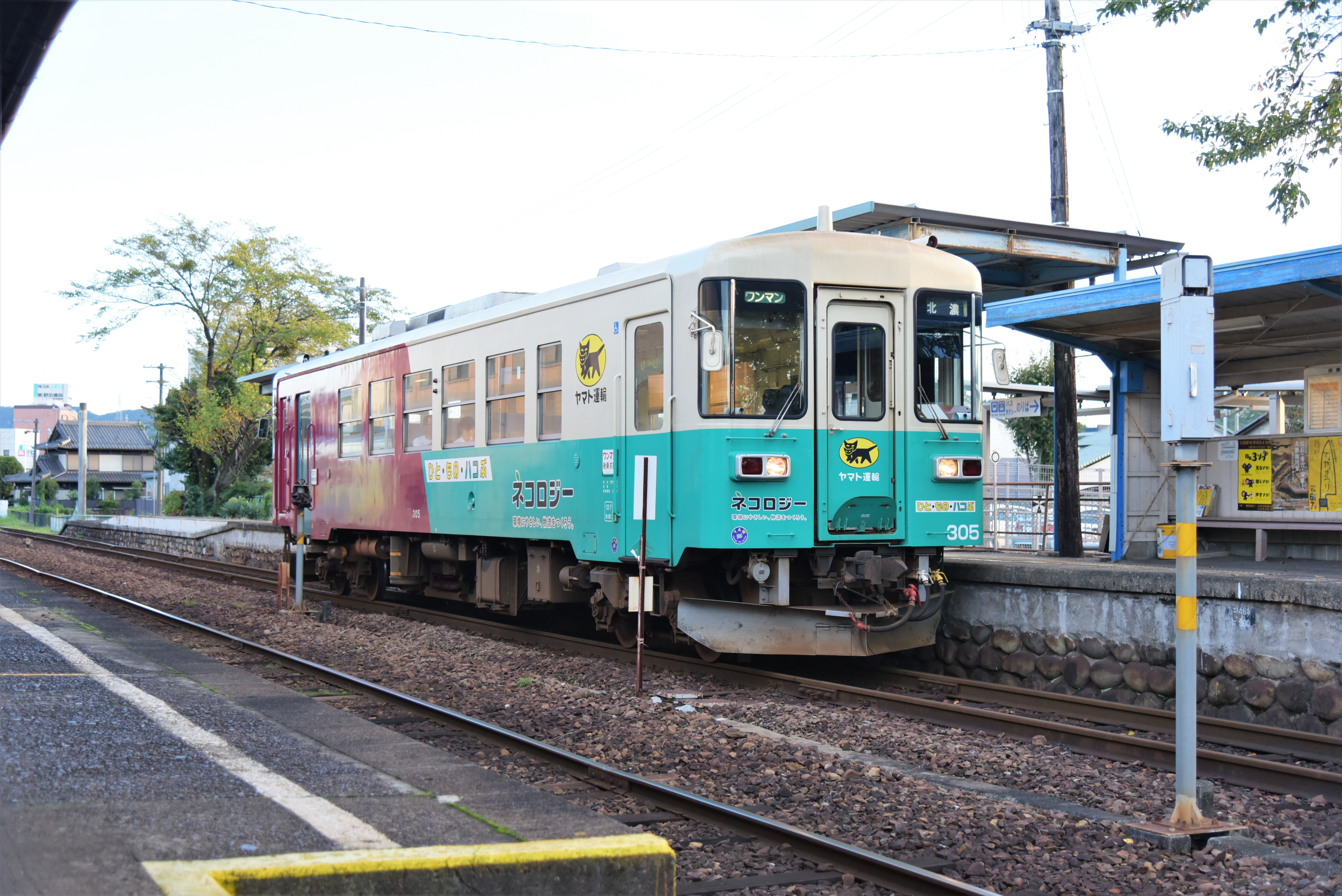
ヤマト運輸ラッピングが施された305号車
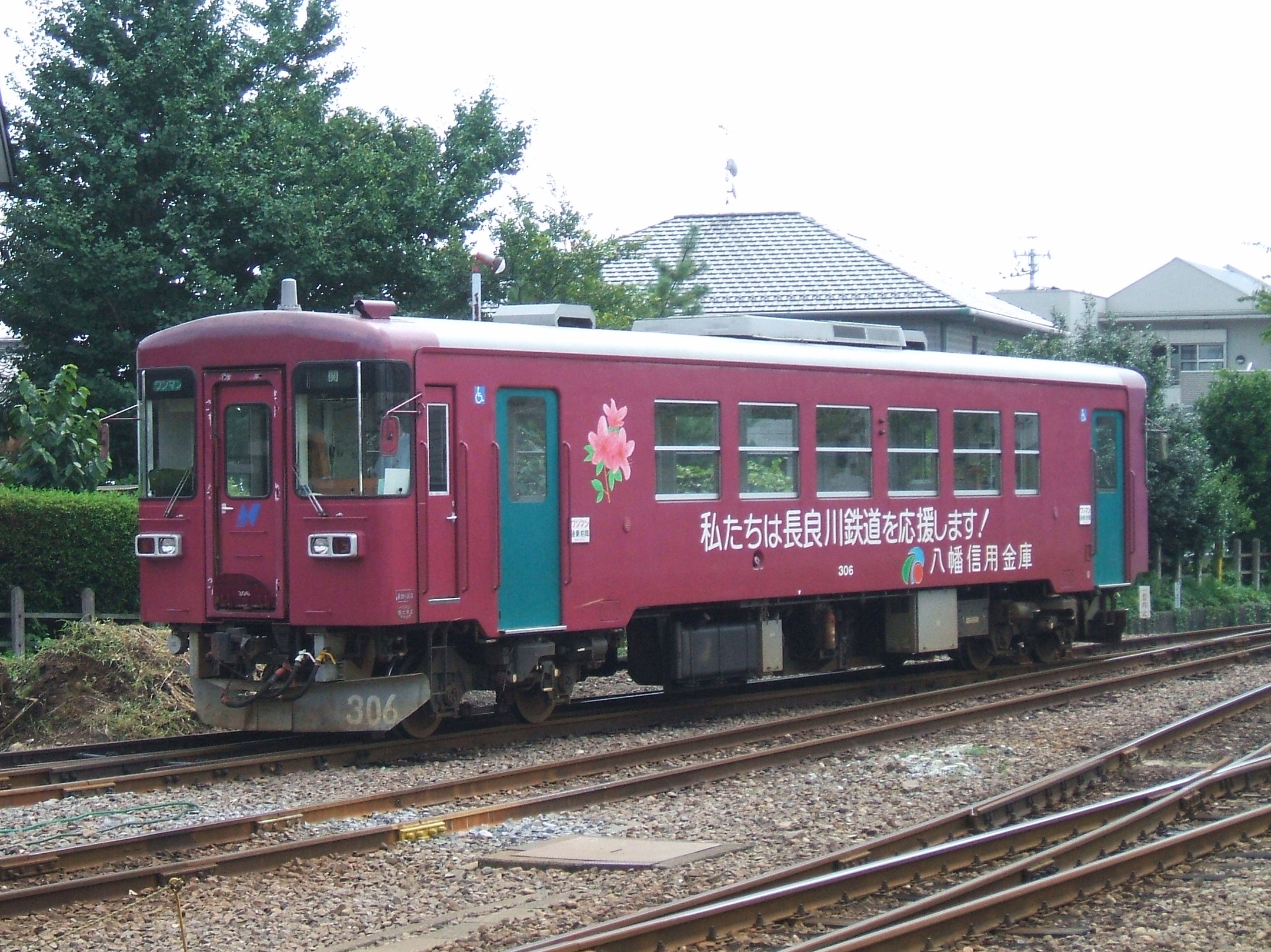
八幡信用金庫の車体広告が施された306号車 2009年8月（関駅構内）
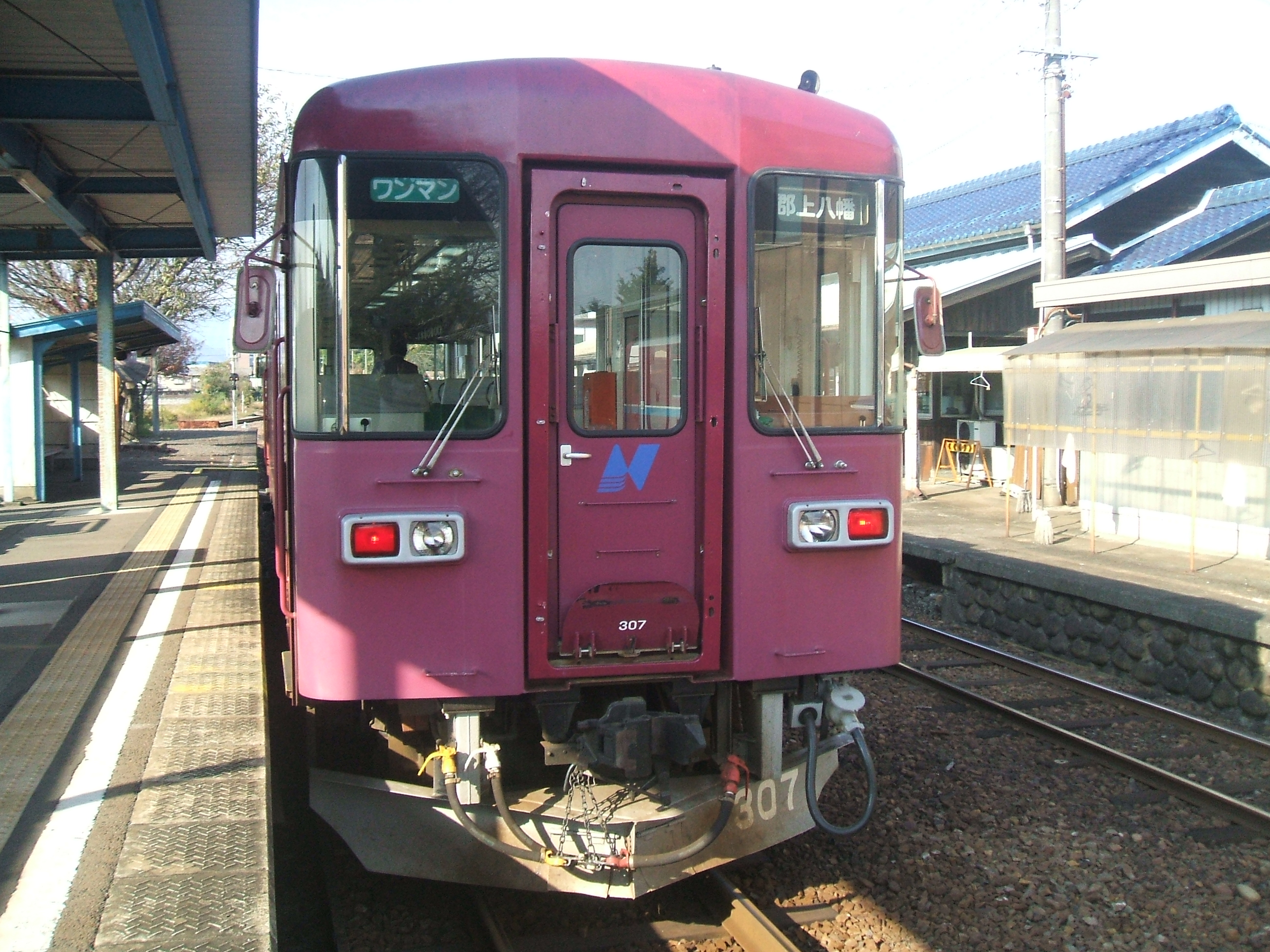
貫通扉に社章のNマークが付いた307号車 2009年10月29日（関駅）

## 運用

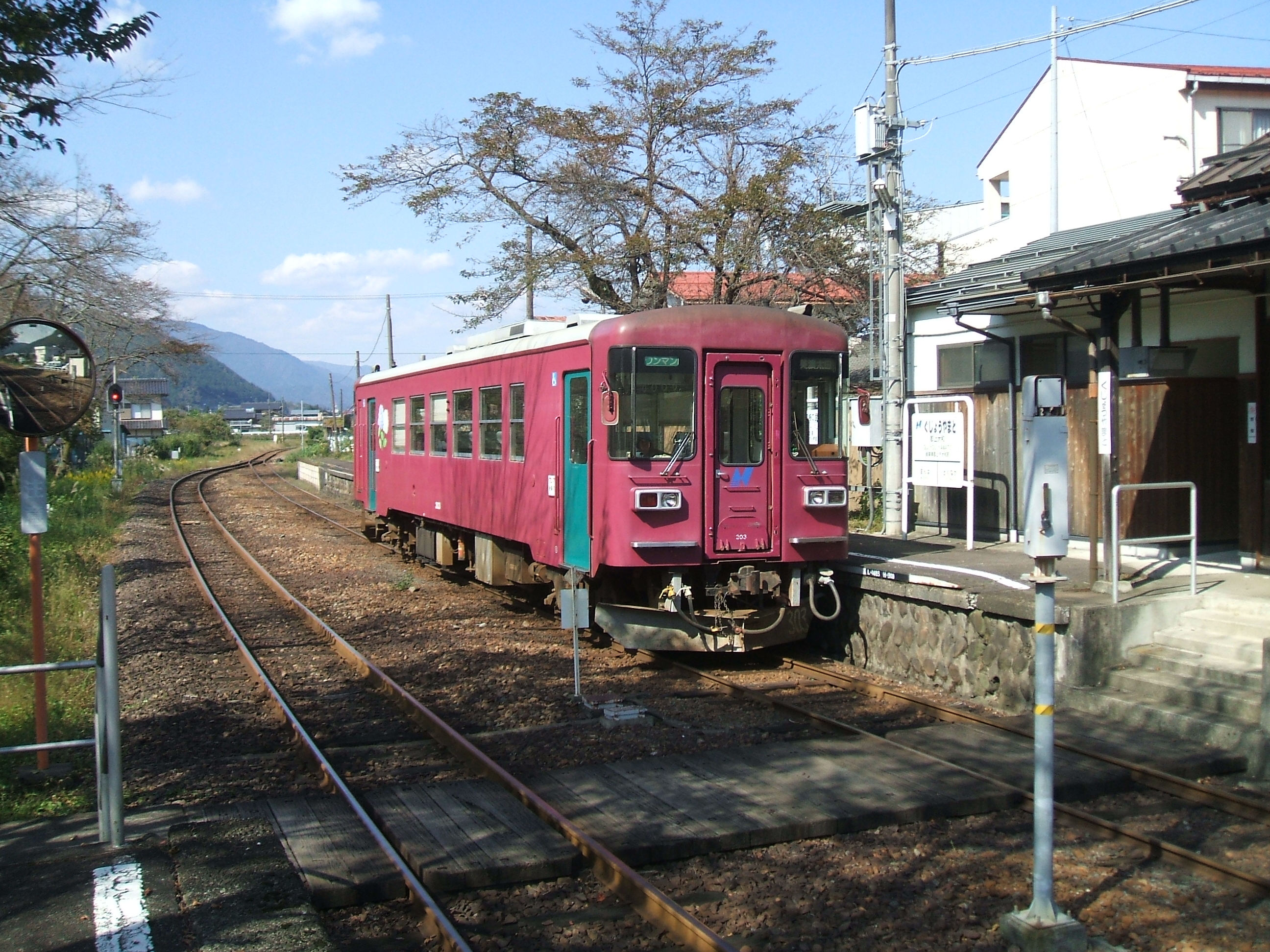
郡上大和駅に入線するナガラ303

長良川鉄道では、ナガラ1形、ナガラ2形の総数13両に対し、使用12両の体制で運用を行っていたが、老朽化により運用に支障をきたすことがあったナガラ1形の代替用として1998年（平成10年）にナガラ3形が登場した。2001年（平成13年）までに7両が製造されたところで資金難により代替が中断、2007年（平成19年）に再開された代替新造はナガラ500形に移行した。長良川鉄道全線で運用され、2016年（平成28年）には2両が観光列車に改装された。
ナガラ307は、2011年から郡上市の観光スポットを内装に取り込んだ特別仕様車となっており、「郡上おいでんかな号」の愛称がつけられている。
2018年6月3日には、ながら2号において既存観光列車の2両にナガラ502「川風号」が連結されて3両運行された。
2018年2月21日より運行を開始した貨客混載列車に使用されるナガラ305にはヤマト運輸のラッピングが施された。
ナガラ303は2024年（令和6年）1月に引退予定であったが延長され、同年2月末で引退となった。
貨客混載列車に使用されるナガラ305は2025年（令和7年）5月9日に引退予定。

### 書籍
- 寺田 祐一『私鉄気動車30年』JTBパブリッシング、2006年。ISBN 4-533-06532-5。

### 雑誌記事
- 『鉄道ピクトリアル』通巻515号「<特集> 台車」（1989年8月・電気車研究会）
  - 吉川文夫「日本の鉄道車両 台車の歴史過程」 pp. 10-15

- 『鉄道ピクトリアル』通巻582号「新車年鑑1999年版」（1999年10月・電気車研究会）
  - 藤井信夫、大幡哲海、岸上明彦「各社別車両情勢」 pp. 91-107
  - 長良川鉄道（株）検修区 坂井 忠義「長良川鉄道 ナガラ3形」 pp. 121-122
  - 「車両諸元表」 pp. 174-175
  - 「1998年度車両動向」 pp. 176-185

- 『鉄道ピクトリアル』通巻692号「新車年鑑2000年版」（2000年10月・電気車研究会）
  - 藤井 信夫、大幡 哲海、岸上 明彦「各社別車両情勢」 pp. 101-119
  - 「1999年度 車両動向」 pp. 187-201

- 『鉄道ピクトリアル』通巻708号「新車年鑑2001年版」（2001年10月・電気車研究会）
  - 藤井 信夫、大幡 哲海、岸上 明彦「各社別車両情勢」 pp. 93-109
  - 「2000年度 車両動向」 pp. 175-183

- 『鉄道ピクトリアル』通巻723号「鉄道車両年鑑2002年版」（2002年10月・電気車研究会）
  - 「2001年度 民鉄車両動向」 pp. 104-120
  - 「2001年度車両動向」 pp. 190-200

- 『レイルマガジン』通巻230号付録（2002年11月・ネコ・パブリッシング）
  - 岡田誠一「民鉄・第三セクター鉄道 現有気動車ガイドブック2002」 pp. 1-32

- 『レイルマガジン』通巻250号（2004年7月・ネコ・パブリッシング）
  - 寺田 祐一「私鉄・三セク気動車 141形式・585輌の今!」 pp. 4-50

- 『鉄道ピクトリアル』通巻923号「鉄道車両年鑑2016年版」（2016年10月・電気車研究会）
  - 岸上 明彦「2015年度民鉄車両動向」 pp. 93-123
  - 長良川鉄道（株）取締役運輸部長 佐々木 綱行「長良川鉄道 ナガラ301・302観光列車「ながら」」 pp. 193-198
  - 「民鉄車両諸元表」 pp. 193-198

- 『私鉄車両編成表 2017』（2017年7月・交通新聞社）
  - 「長良川鉄道」 pp. 109

- 寺田裕一「30年前の鉄道風景 国鉄・JR転換線探訪」『鉄道ファン』第699号、交友社、2019年7月、114 - 119頁。

### Web資料
- “長良川鉄道、観光列車「ながら」を導入”.   railf.jp (2015年11月27日). 2017年10月20日閲覧。
- “長良川鉄道の観光列車「ながら」が営業運転を開始”.   railf.jp (2016年4月28日). 2017年10月20日閲覧。
- “車両のご紹介”.   長良川鉄道. 2017年10月15日閲覧。